# Puliciphora melanis
Puliciphora melanis är en tvåvingeart som beskrevs av Schmitz 1951. Puliciphora melanis ingår i släktet Puliciphora och familjen puckelflugor. Inga underarter finns listade i Catalogue of Life.